# Diana Golden
Diana Ruth Golden Brosnihan, nata Diana Ruth Golden (Lincoln, 20 marzo 1963 – Providence, 25 agosto 2001), è stata una sciatrice alpina statunitense paralimpica. Dopo aver perso una gamba a causa del cancro all'età di 12 anni, tra il 1986 e il 1990 ha vinto dieci Campionati del mondo, diciannove Campionati degli Stati Uniti e due medaglie d'oro ai di Innsbruck del 1988, dove lo sci per disabili era uno sport dimostrativo.

## Biografia

### Infanzia
Diana Golden è cresciuta a Lincoln, nel Massachusetts, e ha iniziato a sciare all'età di cinque anni, facendo con i genitori viaggi regolari nel comprensorio sciistico di Cannon Mountain. Tuttavia, nel 1975, all'età di 12 anni, la sua gamba destra ha subito un crollo mentre stava tornando a casa dallo sci e i medici le hanno diagnosticato un cancro alle ossa. Per impedire la diffusione del cancro, i medici hanno dovuto amputarle la gamba sopra il ginocchio.
Dopo l'intervento chirurgico, la prima preoccupazione di Golden era se avrebbe potuto sciare di nuovo ed è stata sollevata nello scoprire che sarebbe stata in grado di farlo. Dopo che è stata dotata di una protesi, in sette mesi, con l'aiuto della New England Handicapped Sportsmen's Association, ha imparato a camminare e poi di nuovo a sciare nella nuova condizione. Durante il suo primo anno alla Lincoln-Sudbury Regional High School ha fatto parte della squadra di sci e all'età di 17 anni era entrata a far parte della United States Disabled Ski Team (USDST).
Dopo il liceo, Golden ha studiato al Dartmouth College, laureandosi in letteratura inglese nel 1984. Nel 1982, mentre era al college, ha gareggiato ai Campionati mondiali per disabili in Norvegia, vincendo una medaglia d'oro nella discesa libera e un argento nello slalom gigante. Tuttavia, delusa dallo sci agonistico, ha abbandonato le gare e si è unita ad un gruppo di cristiani rinati. Dopo la fine del college, ha lavorato in un'azienda locale che vendeva software per computer, prima che un amico la riportasse allo sci, faccendole riscoprire l'amore per questo sport. Nel 1985 è rientrata nell'USDST dove avrebbe ottenuto sponsorizzazioni e una borsa di studio per gareggiare a tempo pieno.
È morta nell'agosto 2001 di cancro, all'età di 38 anni.

## Carriera sciistica
Entro un anno dalla ripresa dello sci, Golden aveva vinto 4 medaglie d'oro a livello internazionale di cui 3 ai Campionati mondiali per disabili del 1986. Ha dominato i Campionati alpini per atleti paralimpici degli Stati Uniti, vincendo tutte e quattro le discipline di slalom gigante, slalom, discesa libera e supercombinata, sia nel 1987 che nel 1988. Sempre nel 1988, Golden ha vinto 2 ori ai Campionati mondiali e soprattutto, ha vinto un oro nello slalom gigante alle Olimpiadi Invernali di Calgary, dove l'evento era uno sport dimostrativo. Golden si è ritirata nel 1990, ma prima, al Winter Park Resort in Colorado, ha vinto 3 medaglie d'oro ai suoi ultimi Campionati mondiali paralimpici nel 1990. Durante la sua carriera, Golden ha vinto un totale di 19 medaglie d'oro nazionali, 10 mondiali e 2 paralimpiche.
Inizialmente, per sciare, Golden usava gli stabilizzatori, ma li ha abbandonati a favore dei bastoncini da sci standard, potendo così raggiungere velocità maggiori, fatto che comunque richiedeva più forza e resistenza. Nel 1990, utilizzando dei normali bastoncini da sci e un solo sci, durante una gara di discesa, Golden ha registrato una velocità di 65 miglia orarie. Oltre a gareggiare in eventi per disabili, Golden ha anche partecipato ad eventi per normodotati e nel 1985 ha ottenuto dalla United States Ski and Snowboard Association (USSA) il passaggio della "regola d'oro". In base a questa regola, i migliori sciatori paralimpici potevano gareggiare solo dopo che i primi 15 sciatori avevano preso parte, consentendo così agli sciatori disabili di competere prima che il percorso diventasse solcato da un uso intenso. Nel 1987, gareggiando contro concorrenti normodotati, Golden ha finito al 10º posto in una competizione della USSA.
Golden ha ricevuto numerosi premi durante la sua carriera, tra cui il Beck Award dell'USSA nel 1986, cime migliore sciatrice nelle competizioni internazionali. Tuttavia è nel 1988 che Golden ha ricevuto il maggior riconoscimento, quando sia la rivista Ski Racing Magazine che il Comitato Olimpico degli Stati Uniti l'ha nominata sciatrice dell'anno, preferendola davanti agli sciatori normodotati.

## Altre attività
Finita l'attività agonistica nello sci, Golden è diventata scrittrice e oratrice motivazionale, ma si è anche cimentata nell'arrampicata su roccia e alpinismo, realizzando con successo una scalata del Monte Rainier. Tuttavia, nel 1992, all'età di 29 anni, le è stato diagnosticato un cancro al seno, motivo per il quale ha dovuto fare una mastectomia bilaterale. Durante l'operazione, i medici hanno riscontrato anche una neoplasia maligna e di conseguenza hanno dovuto rimuovere l'utero. Rendendosi conto che non avrebbe potuto avere figli, Golden è caduta in depressione, tentando il suicidio nel 1993.
Una volta ripresa, Golden è ritornata a parlare pubblicamente di motivazione, ma ha rinunciato a farlo definitivamente nel 1996, dopo la recidiva del cancro. Dal Colorado è tornata nella Nuova Inghilterra ed è stato qui che ha incontrato nuovamente Steve Brosnihan, un fumettista freelance che aveva conosciuto al Dartmouth College. Brosnihan e Golden si sono sposati nell'agosto 1997.

## Cultura di massa
Dopo il suo ritiro dallo sci, Golden ha continuato a ricevere riconoscimenti da parte di varie organizzazioni. Nel 1991 la Women's Sports Foundation le ha conferito il Flo Hyman Memorial Award, mentre nel 1997 è stata inserita nella US National Ski Hall of Fame e nella International Women's Sports Foundation Hall of Fame. La citazione su di lei all'ingresso nella International Hall of Fame recita "Ha persuaso il mondo dello sci a trattare tutti gli atleti allo stesso modo, indipendentemente dalle capacità o, nel suo caso, dalla disabilità".
La sua vita ha ispirato una serie di gare che ha preso il nome di "Diana Golden Race Series", serie ospitata da Disabled Sports USA in diverse località di montagna che offrono programmi di insegnamento dello sci ai disabili. Il Diana Golden Opportunities Fund è il fondo benefico che sostiene e incoraggia a pratticare lo sci i giovani atleti con disabilità, fornendo loro borse di studio per l'acquisto di attrezzature, per partecipare alle gare adattive o a campi di allenamento.

## Palmarès (selezione)

### Paralimpiadi
- 2 medaglie:
  - 2 ori (slalom gigante LW2 e discesa libera LW2 a Innsbruck 1988)

### Campionati mondiali
- 10 medaglie:
  - 1 oro (discesa libera nel 1982)
  - 1 argento (slalom gigante nel 1982)

### Campionati USA
- 19 medaglie:
  - 8 ori (slalom gigante, slalom speciale, discesa libera e supercombinata nel 1987; slalom gigante, slalom speciale, discesa libera e supercombinata nel 1988)

## Premi e riconoscimenti
- Beck International Award (1986)[16]
- Sciatrice dell'anno da parte del Comitato Olimpico degli Stati Uniti (1988)
- Buddy Werner Award da parte dell'United States Ski Association (1989)
- Flo Hyman Memorial Award (1991)
- US National Ski Hall of Fame (1997)[16]
- International Women's Sports Foundation Hall of Fame (1997)[17]
- Hall of Fame dello sci (2006)[18]